# Dalatiidae
Los dalatíidos (Dalatiidae) son una familia de elasmobranquios selacimorfos del orden Squaliformes distribuidos por todos los océanos, tanto en regiones litorales como en alta mar.

## Características
Son tiburones pequeños o medianos que miden de 20 a 180 cm de longitud. Las aletas dorsales carecen de espinas; la primera dorsal se origina por delante de las aletas pélvicas, pero muy cerca de ellas. Poseen órganos luminosos que aparecen como manchas negras principalmente en la superficie ventral.

## Taxonomía
Las familias Etmopteridae, Somniosidae y Oxynotidae son a veces clasificadas como subfamilias dentro de Dalatiidae. La familia incluye seis géneros y 10 especies:
- Género Dalatias:
  - Dalatias licha
- Género Euprotomicroides:
  - Euprotomicroides zantedeschia
- Género Euprotomicrus:
  - Euprotomicrus bispinatus Tiburón pigmeo
- Género Heteroscymnoides:
  - Heteroscymnoides marleyi
- Género Isistius:
  - Isistius brasiliensis
  - Isistius labialis
  - Isistius plutodus
- Género Mollisquama:
  - Mollisquama parini
- Género Squaliolus:
  - Squaliolus aliae
  - Squaliolus laticaudus